# Theo Breuer
Theo Breuer (n. 30 martie 1956, în Bürvenich, Renania de Nord - Westfalia) este un poet, eseist, traducător, redactor și editor german.

## Viața și opera
Theo Breuer a făcut studii de lingvistică și literatură (germană și engleză) la Universitatea din Köln. Din 1988, a scris numeroase cărți de poezie, precum și volume de eseuri asupra literaturii contemporane. În colaborare cu artiști și poeți din Anglia, Australia, Canada, Italia, Japonia, România, Statele Unite și alte țări, a publicat poezie experimentală și vizuală. În 2007, Redfoxpress (Dugort, Achill Island, Comitatul Mayo, Republica Irlanda) publică sub titlul Word Theatre o selecție din poemele sale vizuale. Breuer a participat în multe proiecte de tip Mail Art, începând cu 1991, împreună cu artiști precum Ryosuke Cohen, Guillermo Deisler, David Dellafiora, György Galántai, Ovidiu Petca și alții. A scris, din 1989, un număr considerabil de eseuri lungi și monografii explorând diversele posibilități ale expresiei literare și ale speciilor poetice și realizând portrete literare ale unor poeți precum Hans Bender, Thomas Bernhard, Rolf Bossert, Rolf Dieter Brinkmann, Walter Helmut Fritz, Ernst Jandl, Thomas Kling, Axel Kutsch, Friederike Mayröcker, Herta Müller, Horst Samson și alții.
Poemele lui Breuer au fost traduse în engleză, franceză, italiană, poloneză, română și rusă, și au apărut în numeroase publicații și antologii naționale și internaționale, calendare, cataloage, reviste, precum și pe Internet. Dintre publicaþiile mai recente se impun a fi amintite textele apărute în Marele Conrady. Cartea poeziilor germane de la începuturi pînă în prezent (2008) sau în interesanta antologie a lui Axel Kutsch Versnetze. Poezia germană contemporană (2010).
A tradus, la rândul său, două cărți de poezie de Richard Berengarten în germană: Tree/Copac (1989) și Black Light/Lumină neagră (1996). În 2009 este inclus în antologia plurilingvă a publicației britanice The International Literary Quarterly (Londra).
La editura sa, Edition YE, pe care a fondat-o în 1993, Breuer a publicat de asemenea revista de poezie Faltblatt, seriile de antologii internaționale YE, un colaj de artă originală și poezie scrisă de mână de aproximativ 300 de poeți și artiști din 30 de țări, între care John M Bennett, Axel Kutsch, Michael Leigh, Clemente Padin, Francisca Ricinski și Ovidiu Petca, precum și seria de poeți germani contemporani.
Excelent recitator de poezie, nu numai al operei proprii, Breuer prezintă aspecte de vârf ale creației lirice germane de la începuturile medievale până în zilele noastre.
Theo Breuer trăiește în Sistig/Eifel, la granița cu Belgia.

## Cărți publicate (selecție)

### Versuri
- nicht weniger nicht mehr. Pop Verlag, Ludwigsburg 2021.
- Scherben saufen. Pop Verlag, Ludwigsburg 2019.
- Das gewonnene Alphabet. Pop Verlag, Ludwigsburg 2012.
- Wortlos - Fără cuvinte - (2009).
- Word Theatre. Visual Poetry (2007).
- Nacht im Kreuz (2006).
- Alpha und Omega und - Alfa și Omega și - (1998).
- Das letzte Wort hat Brinkmann - Brinkmann are ultimul cuvânt - (1996).
- M%nday (1996).
- Black Box. Visual Poetry (1995).
- Der blaue Schmetterling - Fluturele albastru - (1994).
- Mittendrin - În centru -, 1991.
- Eifeleien (1988).

### Monografii literare
- Winterbienen im Urftland ∙ Empfundene/erfundene Welten in Norbert Scheuers Gedichten und Geschichten. Pop Verlag, Ludwigsburg 2019.
- Zischender Zustand ∙ Mayröcker Time. Pop Verlag, Ludwigsburg 2017.
- Kiesel & Kastanie. Von neuen Gedichten und Geschichten - Pietriș și castană. Despre poezii și povestiri noi -  Arhivat în 8 iulie 2011, la Wayback Machine. (2008).
- Aus dem Hinterland. Lyrik nach 2000 - Din hinterland. Poezia după anul 2000 -  Arhivat în 8 iulie 2011, la Wayback Machine. (2005).
- Ohne Punkt & Komma. Lyrik in den 90er Jahren - Fără punct & virgulă. Poezia anilor 90 - (1999).

### Eseuri
- Die Arbeit als Leidenschaft, die fortgesetzte Partitur als Leben. Hommage zum 80. Geburtstag von Thomas Bernhard .
- ich bin 1 Bettlerin des Wortes. Notizen zu Friederike Mayröckers Werk nach 2000 .
- Die Wörter, die Wörter. Beim Lesen im Zug ohne Räder. Francisca Ricinski: Zug ohne Räder / Trenul fara roti .
- Marginalie zum Gedicht in drei Schritten. Zeitgenössische Lyrik im deutschen Sprachraum 2010 .
- Im Jahr des Buches 2010. Über Lyrik und Prosa .

### Editare de poezie germană contemporană (selecție)
- Sammels Uri Um. Poemele de Axel Kutsch, Hellmuth Opitz, Francisca Ricinski și alții (Edition YE 2008).
- Keine Eile. Poemele de Swantje Lichtenstein, Jürgen Nendza, Christoph Wenzel și alții (Edition YE 2008).
- Vulkan Obsidian oder Schrittmacher des Erinnerns. In memoriam Gottfried Benn, Bertolt Brecht și Christian Saalberg. Poezie scrisă de mână de Johannes Kühn, Stan Lafleur, Tina Stroheker și alții (edition bauwagen Arhivat în 8 iulie 2011, la Wayback Machine. 2006).
- In ein anderes Blau. In memoriam Rolf Dieter Brinkmann și Thomas Kling. Poezie scrisă de mână de Richard Dove, Margot Ehrich, Dieter Hoffmann și alții (edition bauwagen 2005).
- NordWestSüdOst. Gedichte von Zeitgenossen. Poemele de Günter Kunert, Christoph Leisten, Jan Wagner și alții (Edition YE 2003).
- Wortrakete. Poezie experimentală și vizuală de Manfred Enzensperger, Andreas Noga, Jörg Seifert și alții (edition bauwagen 2002).
- Wörter sind Wind in Wolken. Poezie scrisă de mână de Hans Bender, Walter Helmut Fritz, Frank Milautzcki și alții (edition bauwagen 2000).

## deLucrări de prezentare a scriitorului (selecție)
- Kürschners Deutscher Literatur-Kalender 2010/2011, Saur, München 2010.
- Matthias Hagedorn: Wortlos und andere Gedichte. Zu Wort kommen lassen. Eine Würdigung des Lyrikers, Herausgebers und Verlegers Theo Breuer. In: Süddeutsche Zeitung vom 18. Januar 2009. .
- Andreas Noga: Wortlos und andere Gedichte, Poetenladen, Leipzig 2009 .
- Christoph Leisten: Poetisches Denkmal für das mittelgebirgische Dorf. Zu Theo Breuers Gedichtband »Land Stadt Flucht«. In: Der Dreischneuß. Halbjahresschrift für Literatur, Lübeck 2003 .
- Heinz Ludwig Arnold und Jörgen Schäfer (ed.), Pop-Literatur, edition text + kritik, München 2003.
- Das Kölner Autorenlexikon 1750-2000. Zweiter Band 1900-2000, Emons, Köln 2002.

## deLegături externe
- de Theo Breuer în Catalogul Bibliotecii Naționale a Germaniei (Informații despre Theo Breuer • PICA • Căutare pe site-ul Apper)
- Website Edition YE Arhivat în 8 iulie 2011, la Wayback Machine.
- Theo Breuer în Poetenladen
- Theo Breuer: Mail Art
- Matthias Hagedorn: Aus dem Hinterland Arhivat în 18 iulie 2011, la Wayback Machine.
- Matthias Hagedorn: Große Lyrik im kleinen Kreis